# Filmografia di Pippo
Il seguente elenco contiene tutti i film e i cortometraggi animati Disney usciti dal 1939 al 2004 contenenti il personaggio di Pippo. 

## Goofy(serie cinematografica)
La prima lista di cortometraggi elencati comprende quelli appartenenti alla serie cinematografica Goofy.

### Anni 30 e 40
- Pippo e il grillo pescatore (Goofy and Wilbur), regia di Dick Huemer (1939)
- Pippo e l'aliante (Goofy's Glider), regia di Jack Kinney (1940)
- Problemi di bagaglio (Baggage Buster), regia di Jack Kinney (1941)
- L'arte di sciare (The Art of Skiing), regia di Jack Kinney (1941)
- L'arte dell'autodifesa (The Art of Self Defense), regia di Jack Kinney (1941)
- Come giocare a baseball (How to Play Baseball), regia di Jack Kinney (1942)
- Il campione olimpico (The Olympic Champ), regia di Jack Kinney (1942)
- Pippo al mare (How to Swim), regia di Jack Kinney (1942)
- Pippo e la pesca (How to Fish), regia di Jack Kinney (1942)
- Saludos Amigos nell'episodio (El Gaucho Goofy), regia di Bill Roberts, Hamilton Luske, Jack Kinney e  Wilfred Jackson (1943) - Classico Disney
- I mezzi per vincere (Victory Vehicles), regia di Jack Kinney (1943)
- Pippo marinaio (How to Be a Sailor), regia di Jack Kinney (1944)
- Lezioni di golf (How to Play Golf), regia di Jack Kinney (1944)
- Il gioco del football (How to Play Football), regia di Jack Kinney (1944)
- Pippo a caccia grossa (Tiger Trouble), regia di Jack Kinney (1945)
- Diario di un esploratore (African Diary), regia di Jack Kinney (1945)
- I pionieri della California (Californy'er Bust), regia di Jack Kinney (1945)
- Una partita al massacro (Hockey Homicide), regia di Jack Kinney (1945)
- Cavaliere per un giorno (A Knight for a Day), regia di Jack Hannah (1946)
- Pippo e la partita di basket (Double Dribble), regia di Jack Hannah (1946)
- Pippo e le anitre (Foul Hunting), regia di Jack Hannah (1947)
- All'ippodromo (They're Off), regia di Jack Hannah (1948)
- La grande doccia (The Big Wash), regia di Clyde Geronimi (1948)
- Partita a tennis (Tennis Racquet), regia di Jack Kinney (1949)
- Le esercitazioni di Pippo (Goofy Gymnastics), regia di Jack Kinney (1949)

### Anni 50
- Il drago riluttante (The Reluctant Dragon) nell'episodio Come andare a cavallo (How to Ride a Horse), regia di Alfred L. Werker e Hamilton Luske (1950)
- Motor Mania, regia di Jack Kinney (1950)
- Pronti per la foto (Hold That Pose), regia di Jack Kinney (1950)
- Pippo e il leone (Lion Down), regia di Jack Kinney (1951)
- Pippo e la casa dei suoi sogni (Home Made Home), regia di Jack Kinney (1951)
- Attenti al raffreddore! (Cold War), regia di Jack Kinney (1951)
- Domani a dieta! (Tomorrow We Diet!), regia di Jack Kinney (1951)
- La fortuna viene e va (Get Rich Quick), regia di Jack Kinney (1951)
- Pippo papà (Fathers Are People), regia di Jack Kinney (1951)
- Vietato fumare (No Smoking), regia di Jack Kinney (1951)
- Pippo e il leone (Father's Lion), regia di Jack Kinney (1952)
- Aloha (Hello, Aloha), regia di Jack Kinney (1952)
- Il migliore amico dell'uomo (Man's Best Friend), regia di Jack Kinney (1952)
- Pippo sceriffo (Two Gun Goofy), regia di Jack Kinney (1952)
- Andiamo a scuola (Teachers Are People), regia di Jack Kinney (1952)
- Una bella vacanza (Two Weeks Vacation), regia di Jack Kinney (1952)
- Pippo detective (How to Be a Detective), regia di Jack Kinney (1952)
- Pippo casalingo (Father's Day Off), regia di Jack Kinney (1953)
- Pippo matador per forza (For Whom the Bulls Toil), regia di Jack Kinney (1953)
- Evviva la domenica (Father's Week-End), regia di Jack Kinney (1953)
- Lezioni di ballo (How to Dance), regia di Jack Kinney (1953)
- Pippo e l'insonnia (How to Sleep), regia di Jack Kinney (1953)

### Anni 60
- Pippo e il fuoribordo (Aquamania), regia di Wolfgang Reitherman (1961)
- Freewayphobia (1965)
- Goofy's Freeway Troubles (1965)

### XXI secolo
- Pippo e l'home theater (How to Hook Up Your Home Theater), regia di Kevin Deters e Stevie Wermers-Skelton (2007)
- Pippo - Divertirsi in sicurezza (Goofy in How to stay at home), regia di Eric Goldberg (2021) - miniserie composta da: Come indossare la mascherina (How to Wear a Mask), Imparare a cucinare (Learning to Cook) e La maratona televisiva (Binge Watching)

## Altre apparizioni
I seguenti titoli non fanno parte della serie Goofy; una nota posta dopo il titolo un trattino identifica la serie di appartenenza.

### Varie
- La rivista di Topolino (Mickey's Revue), regia di Wilfred Jackson (1932) - Mickey Mouse
- Musical Farmer, regia di Wilfred Jackson (1932) - Mickey Mouse
- Una festa scatenata (The Whoopee Party), regia di Wilfred Jackson (1932) - Mickey Mouse
- Una serata di beneficenza (Orphan's Benefit), regia di Burt Gillett (1934) - Mickey Mouse
- Topolino meccanico (Mickey's Service Station), regia di Ben Sharpsteen (1935) - Mickey Mouse
- Pattinaggio (On Ice), regia di Ben Sharpsteen (1935) - Mickey Mouse
- L'orologio del campanile (Clock Cleaners), regia di Ben Sharpsteen (1937) - Mickey Mouse
- Topolino e i fantasmi (Lonesome Ghosts), regia di Burt Gillett (1937) - Mickey Mouse
- Caccia alla volpe (The Fox Hunt), regia di Ben Sharpsteen (1938) - Donald and Goofy
- Paperino e Pippo attacchini (Billposters), regia di Clyde Geronimi (1940) - Donald & Goofy
- The Falcon Strikes Back (1943), regia di Edward Dmytryk - Mickey Mouse cameo
- Paperino in alto mare (No Sail), regia di Jack Hannah (1945) - Donald & Goofy
- Tarzanippo, uomo selvatico (Frank Duck Brings 'em Back Alive), regia di Jack Hannah (1946) – Donald & Goofy
- Paperino nel deserto dei miraggi (Crazy with the Heat), regia di Bob Carlson (1947) - Donald & Goofy
- Canto di Natale di Topolino (Mickey's Christmas Carol), regia di Burny Mattinson (1983) - Mickey Mouse
- Pippo e lo sport in Calciomania (Sport Goofy in Soccermania),  regia di Matthew O'Callaghan e Darrell Van Citters (1987) - Mickey Mouse
- Chi ha incastrato Roger Rabbit (Who Framed Roger Rabbit), regia di Robert Zemeckis (1988) - lungometraggio Classici Disney
- Il principe e il povero (The Prince and the Pauper), regia di George Scribner (1990) - Mickey Mouse
- In viaggio con Pippo (A Goofy Movie), regia di Kevin Lima (1995) - direct-to-video
- Estremamente Pippo (An Extremely Goofy Movie), regia di Douglas McCarthy (2000) - direct-to-video
- Topolino, Paperino, Pippo: I tre moschettieri (Mickey, Donald, Goofy: The Three Musketeers), regia di Donovan Cook (2004) - direct-to-video

### Televisione
- Ecco Pippo! (Goof Troop) (1992)
- House of Mouse - Il Topoclub (Disney's House of Mouse), regia di Tony Craig e Bobs Gannaway (2001-2003)

## Pubblicazioni
In Italia la maggior parte dei titoli sono stati raccolti sui DVD della collezione Walt Disney Treasures: 
- Pluto, la collezione completa - Vol. 1 1930-1947 (del 2009)
- Topolino star a colori (del 2004)
- Topolino star a colori - Vol. 2 - dal 1939 ad oggi (del 2004)
- Topolino in bianco e nero - La collezione classica (del 2009)
- Semplicemente Paperino - Vol. 1 1934-1941 (del 2004)
- Semplicemente Paperino - Vol. 2 1942-1946 (del 2013)
- Semplicemente Paperino - Vol. 3 1947-1950 (del 2013)